# Rio Benjamim Constant
O rio Benjamim Constant é um curso de água que banha o estado do Paraná.